# Референдум в ГДР (1951)
Референдум по вопросу о ремилитаризации Германии и мирном договоре прошел в ГДР 5 июня 1951 года. Избирателям предложили ответить на следующий вопрос: 

Вы против ремилитаризации Германии и заключения мирного договора с Германией в 1951 году?
Оригинальный текст (нем.)Sind Sie gegen die Remilitarisierung und den Abschluss eines Friedensvertrages mit Deutschland im Jahre 1951?

95,98 % участников референдума проголосовали «за».

## Результаты
| Вариант ответа                    | Голосов    | %     |
| --------------------------------- | ---------- | ----- |
| За                                | 13 034 477 | 95,98 |
| Против                            | 546 622    | 4,02  |
| Недействительных голосов          | 37 625     | –     |
| Всего                             | 13 618 724 | 100   |
| Зарегистрировано избирателей/явка | 13 700 000 | 99,42 |
| Источник: Direct Democracy        |            |       |